# Arbereščina
Arbereščina (Arbëresh, Arbërisht, Gjegje, Tarbrisht) je različica albanskega jezika, ki jo govorijo Arbereši (Arbëreshë), albanska manjšina v Italiji.
Velik del besedišča arbereščine se razlikuje od albanščine, obenem pa mnogih arbereških besed Albanci ne morejo razumeti, ker imajo drugačen pomen (glej: lažni prijatelji). Arbereščina izvira iz toskovskega narečja, ki je podlaga albanskega knjižnega jezika, vendar je arbereščina ohranila več arhaičnih značilnosti iz starega toskovskega narečja, kot npr. grške tujke, ki jih v današnjem toskovskem narečju ni več.
Arbereši so potomci krščanskih Albancev, ki so v 15. stoletju bežali pred Turki v Italijo. Priselili so se v Kalabrijo, Molize, Apulijo, Bazilikato, Kampanijo in Abruce ter na Sicilijo. Tam so se izoblikovala narečja arbereškega jezika, ki so prevzela veliko elementov iz neapeljščine, italijanščine, kalabrijščine in sicilijanščine.
Ker Arbereši ne razumejo današnje knjižne albanščine, so bili od 80-ih let 20. stoletja poskusi, da bi oblikovali arbereški knjižni jezik. Knjižna arbereščina sicer uporablja albansko abecedo, ne pa tudi albanskega izrazoslovja. Lekë Matrënga je bil prvi književnik, ki je pisal v arbereškem jeziku v 16. stoletju. Giulio Variboba je bil prvi pesnik, ki je pisal posvetne pesmi v 18. stoletju. V osnovnih in nekaterih srednjih šolah učijo arbereščino. V arbereščini izhajajo časopisi in knjige, na voljo sta tudi radijski in televizijski program.
Zunaj Italije živijo govorci arbereščine v Grčiji, Združenih državah Amerike, v Nemčiji,  Avstriji, na Nizozemskem in nekaj ljudi v Albaniji. Na svetu je okrog 260000 govorcev arbereščine.